# 2020年图林根州政府危机
2020年图林根州政府危机，是由于德国图林根州议会选举州长时，势力微薄的自由民主党候选人托马斯·凯默里奇意外当选为州长而导致的。其原因在于德国选择党突然放弃了自己的候选人金德法特而支持凯默里奇，加上基民盟支持，意外以45比44爆冷击败受绿党、社民党支持的左翼党候选人博多·拉梅洛。
由于自由民主党此前仅在1945年有在符腾堡-巴登州（今巴登-符腾堡州）的赖因霍尔德·迈尔一任州长，因此决定收下这一意外惊喜。凯默里奇接受了职位，自由民主党党魁林德纳表示了对选举结果的祝贺，然而，此举引发了极大规模的抗议，各派人士怀疑凯默里奇以及自由民主党、基督教民主联盟向选择党秘密勾结。总理默克尔表示该事件不可原谅，德国国内舆论哗然，几乎异口同声地惊呼这是 “民主决堤”。
在强大的舆论压力下，林德纳第二天亲赴埃尔福特向凯默里奇施压。此后，仅仅上任一天的州长凯默里奇宣布辞去州长职务，并重新大选。凯默里奇在留任州长时期没有任命任何官员，被称为一人政府。
即便宣布辞职，凯默里奇的名誉一落千丈，在自由民主党和图林根州均失去支持。2024年图林根州选举中，自由民主党以1.1%支持率被赶出联邦议会。2025年的自由民主党党代会中，凯默里奇竞选联邦执行委员会成员连续两次未过50%，成为唯一竞选失败的候选人。